# Jefa espiritual de la nación
El título de jefa espiritual de la nación (a veces líder espiritual de la nación) es un título otorgado en homenaje a Eva Perón pocos meses antes de su muerte en 1952. Es un título otorgado por el Congreso Nacional por única vez en la historia. Fue reglamentado por ley nacional del 7 de mayo de 1952.
Eva Duarte de Perón (1919-1952) fue la principal fundadora y líder del movimiento peronista junto al general Juan Domingo Perón. Fue primera dama de Argentina, presidenta del Partido Peronista Femenino y presidenta de la Fundación Eva Perón. Tras una larga lucha contra un cáncer de útero, murió el 26 de julio de 1952.
El Congreso Nacional la declaró jefa espiritual de la Nación el 7 de mayo de 1952 mediante ley nacional. Eva Perón cumplía 33 años de edad. El título fue utilizado en publicaciones oficiales del Estado. En la actualidad permanece inalterado y ha sido utilizado informalmente.